# Alexandru Ciucur
Alexandru Teofil Ciucur (Dorohoi, 1º marzo 1990) è un ex calciatore rumeno, di ruolo centrocampista.

## Carriera
Ha giocato nella massima serie rumena.